# Lom (obchtina)
La commune de Lom (en bulgare Община Лом - Obchtina Lom) est située dans le nord-ouest de la Bulgarie.

## Géographie
La commune de Lom est située dans le nord-ouest de la Bulgarie, à 155 km au nord de la capitale Sofia. Le territoire de la commune s'étend le long du Danube.
| 1975   | 1985   | 1992   | 2001   | 2005   | 2008   | 2011   |
| ------ | ------ | ------ | ------ | ------ | ------ | ------ |
| 43 672 | 42 950 | 40 262 | 35 077 | 32 135 | 30 198 | 27 839 |

## Administration
Le chef-lieu de la commune est la ville de Lom et elle fait partie de la région de Montana.

### Structure administrative
La commune compte 1 ville et 9 villages :
| - ville de Lom - village Dobri Dol - village Dolno Linévo - village Kovatchitsa - village Orsoya | - village Slivata - village Staliyska Makhala - village Stanévo - village Traykovo - village Zamfir |

### Maires
- 1995-1999 Bogomil Loltchév (Indépendant)
- 1999-2003 Roussi Roussinov (Forces démocratiques unies)
- 2003-2011 Pénka Pénkova (Mouvement national pour la stabilité et le progrès)
- 2011-201. Ivo Ivanov (Citoyens pour le développement européen de la Bulgarie)

### Jumelages
La commune de Gorna Oryahovitsa est jumelée avec les communes suivantes :
- Linz (Autriche)
- Debar (Macédoine)
- Nea Moudania (Grèce)
- Lom (Norvège)
- Bailesti (Roumanie)
- Pantelej (Serbie)

## Galerie

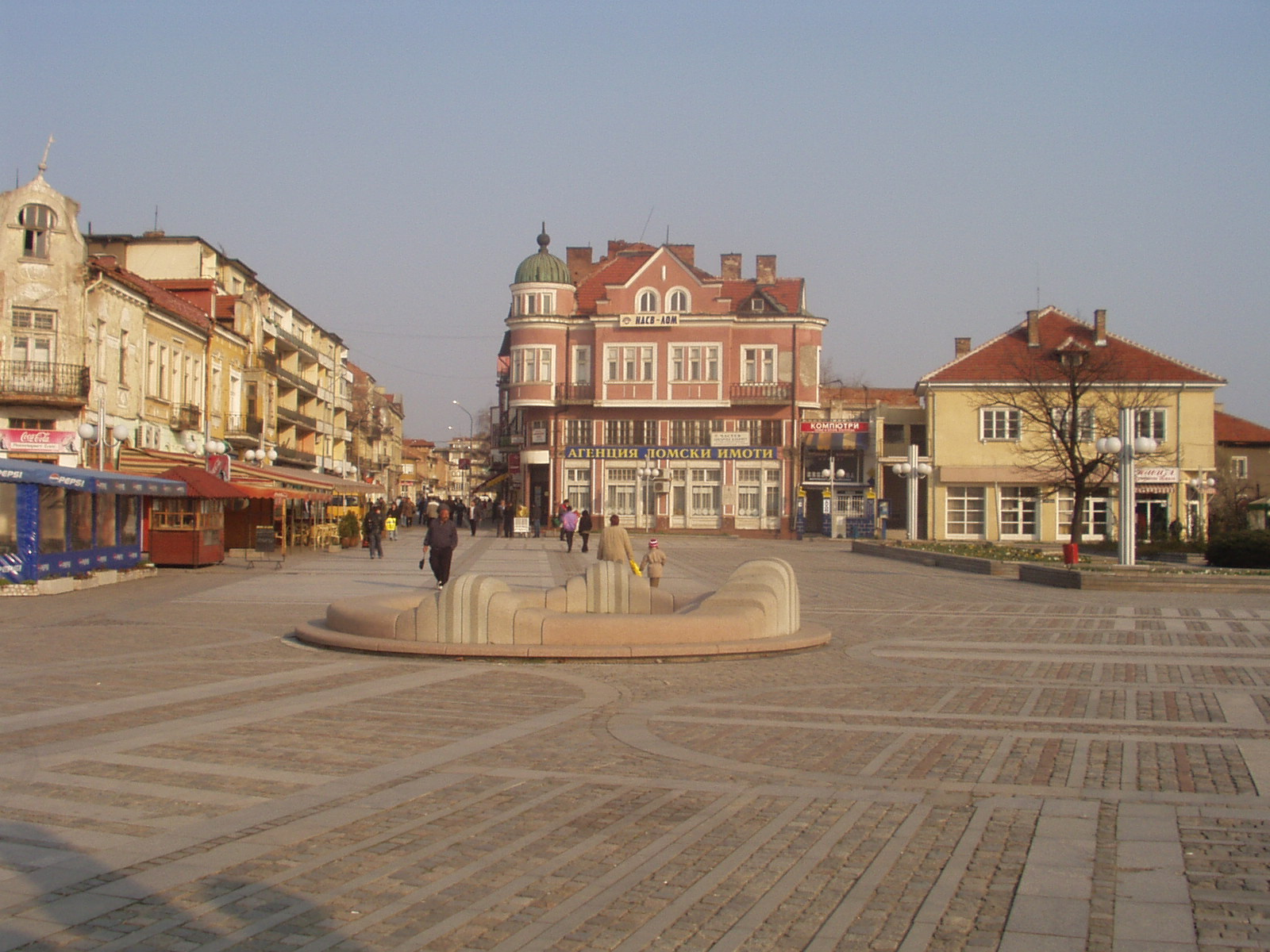
La place centrale de Lom
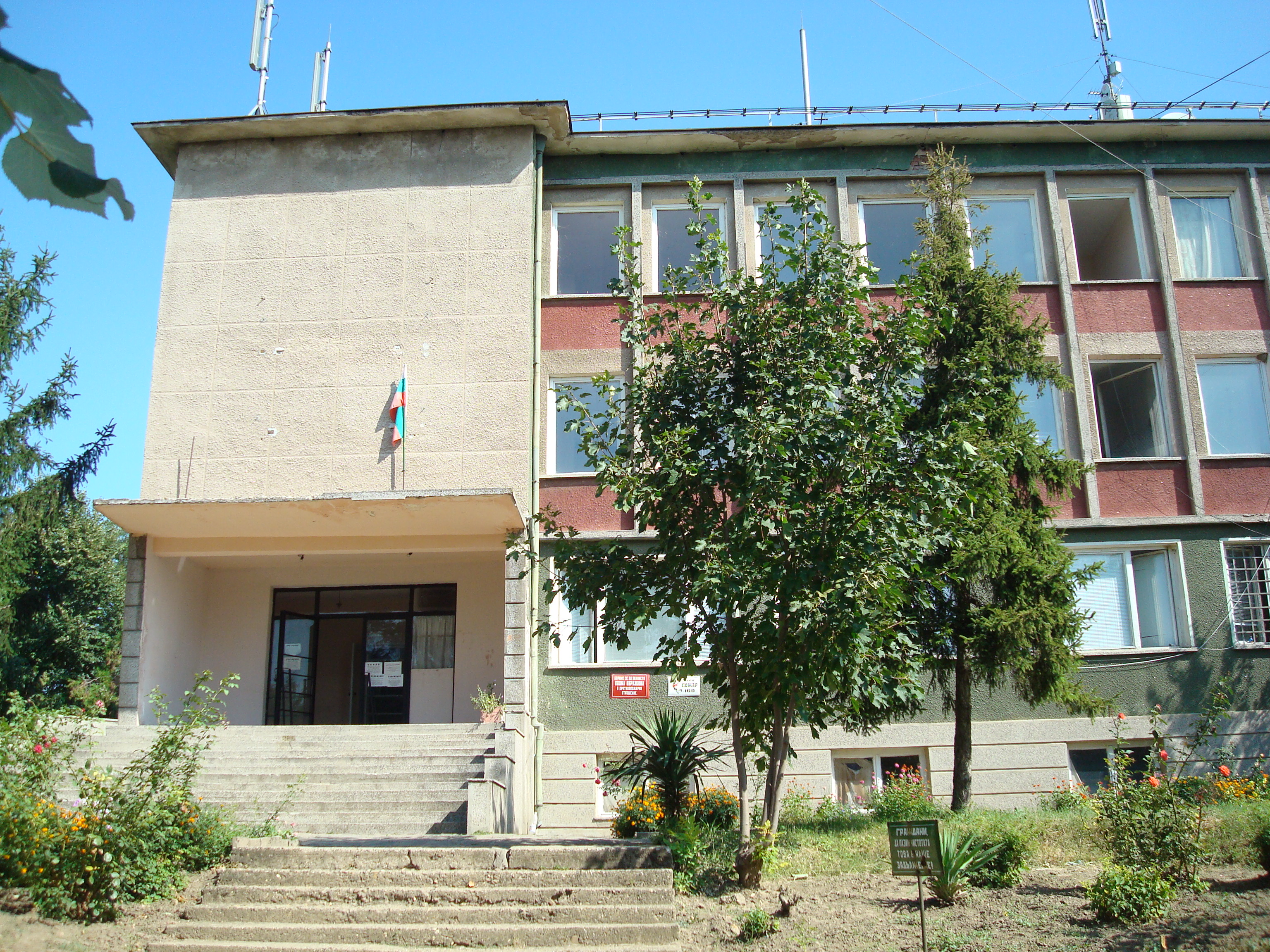
La mairie annexe de Kovatchitsa
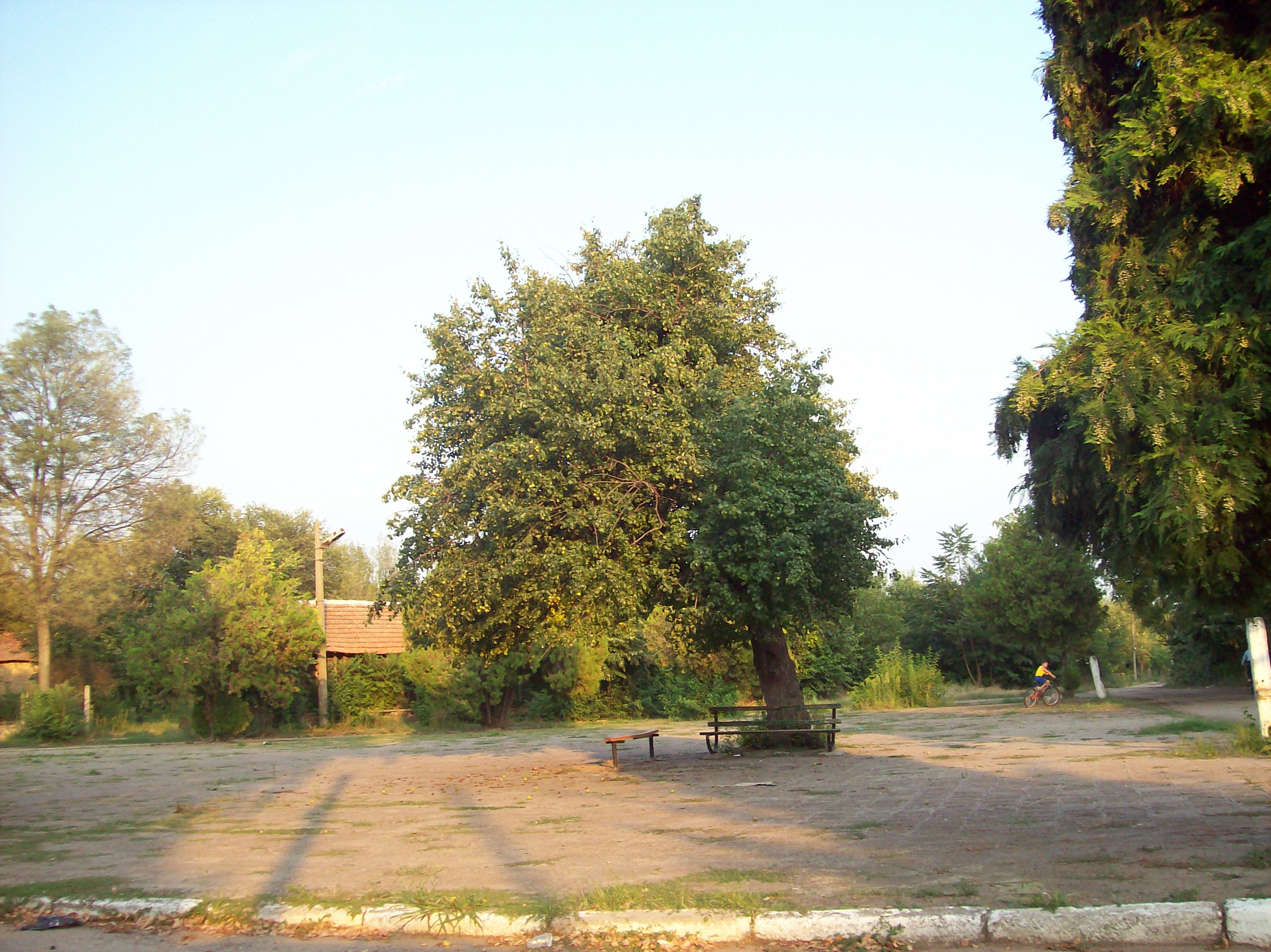
La place centrale de Labets